# Мариямпольское самоуправление

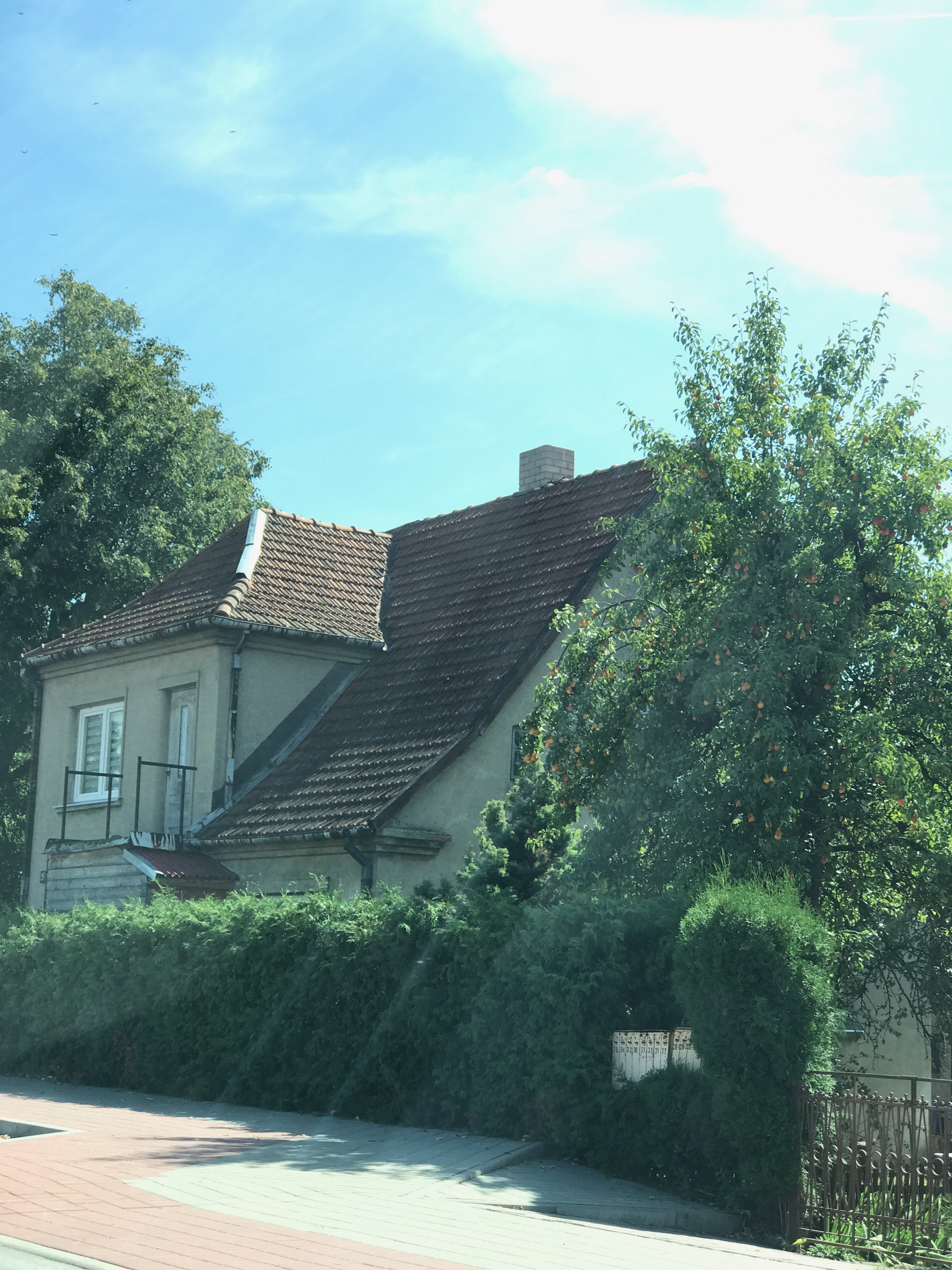
Мариямполе

Мариямпо́льское самоуправление (лит. Marijampolės savivaldybė) — муниципальное образование в Мариямпольском уезде Литвы. Образовано в 2000 году в результате упразднения Мариямпольского района.

## Населённые пункты
- 1 город — Мариямполе;
- 6 местечек — Даукшяй, Гуделяй, Иглишкеляй, Людвинавас, Саснава и Шунскай;
- 276 деревни.

Численность населения (2001):
- Мариямполе — 48 675
- Людвинавас — 1 055
- Моколай — 1 031
- Иглишкеляй — 979
- Паташине — 912
- Пускелняй — 786
- Саснава — 670
- Желсва — 653
- Тракишкяй — 648
- Нетичкампис — 602

## Охрана природы
На юго-востоке самоуправления расположена западная половина биосферного резервата Жувинтас.